# Sebastián Mora
Sebastián Mora Vedri (Vila-real, 19 febbraio 1988) è un ex ciclista su strada ed ex pistard spagnolo, professionista dal 2019 al 2024. 
Su pista è stato campione del mondo dello scratch nel 2016 e della corsa a punti nel 2024. Ha vinto anche sei titoli europei, tre nell'americana, due nello scratch e uno nella corsa a punti.

## Palmarès

### Pista
- 2010

Campionati europei Juniores e U23, Scratch Under-23
Campionati europei Juniores e U23, Americana Under-23 (con Airán Fernández)
- 2013

Campionati spagnoli, Inseguimento individuale
- 2014

Campionati spagnoli, Inseguimento individuale
Campionati spagnoli, Americana (con Julio Alberto Amores)
Trofeu Ciutat de Barcelona, Corsa a punti
- 2015

Campionati spagnoli, Inseguimento individuale
Campionati spagnoli, Americana (con Julio Alberto Amores)
Trois Jours d'Aigle (con Julio Alberto Amores)
Campionati europei, Scratch
Campionati europei, Americana (con Albert Torres)
- 2016

Sei giorni di Rotterdam (con Albert Torres)
Campionati del mondo, Scratch
Campionati spagnoli, Corsa a punti
Campionati europei, Americana (con Albert Torres)
1ª prova Coppa del mondo 2016-2017, Americana (Glasgow, con Albert Torres)
- 2017

Troféu Litério Augusto Marques, Corsa a punti
Troféu Litério Augusto Marques, Omnium
- 2018

Sei giorni di Maiorca (con Albert Torres)
Campionati spagnoli, Inseguimento individuale
Campionati spagnoli, Americana (con Óscar Pelegrí)
- 2019

Campionati europei, Scratch
- 2020

Campionati europei, Corsa a punti
Campionati europei, Americana (con Albert Torres)
- 2021

2ª prova Champions League, Scratch (Panevėžys)
2ª prova Champions League, Corsa a eliminazione (Panevėžys)
- 2022

Campionati spagnoli, Omnium
Campionati spagnoli, Americana (con Iker Bonillo)
Bahnen-Tournee Singen, Corsa a punti
Bahnen-Tournee Singen, Americana (con Erik Martorell)
3ª prova Champions League, Scratch (Saint-Quentin-en-Yvelines)
- 2023

Gipuzkoa Sari Nagusia, Scratch
Gipuzkoa Sari Nagusia, Americana (con Albert Torres)
Gipuzkoa Sari Nagusia, Omnium
Gipuzkoa Pista Saria, Americana (con Albert Torres)
Campionati spagnoli, Americana (con Iker Bonillo)
Saint-Quentin-en-Yvelines, Corsa a punti
London, Corsa a punti
- 2024

Memorial Miquel Poblet, Omnium
Tre Giorni Aigle, Corsa a punti
Campionati del mondo, Corsa a punti
- 2025

Konya, Americana (con Albert Torres)

### Strada
- 2014 (Matrix Powertag, una vittoria)

5ª tappa Princess Maha Chakri Sirindhon's Cup Tour of Thailand (Phayao Lake > Phayao Lake)

#### Altri successi
- 2013 (Atika - Asmeval)

Championnat de Valence
GP Ayuntamiento de Traiguera
- 2014 (Matrix Powertag)

Les Alqueries
Onda
Utsunomiya-shi, Criterium
- 2015 (Atika - Safir Fruits)

Trofeu Joan Escolá
2ª tappa GP Vila-Real
Championnat de Catalogne
Championnat de Valence
4ª tappa Volta Provincia de Valencia
- 2018 (Illi Bikes - Champion)

GP Odena
2ª tappa Vuelta a Segovia
Prueba Loinaz Memorial Ion Lazcano
GP San Lorenzo
3ª tappa Volta Provincia de Valencia

## Piazzamenti

### Classiche monumento
- Giro delle Fiandre

2020: ritirato

### Competizioni mondiali
- Campionati del mondo su pista

Melbourne 2012 - Inseguimento a squadre: 5º
Melbourne 2012 - Inseguimento individuale: 15º
Melbourne 2012 - Americana: 5º
Minsk 2013 - Inseguimento a squadre: 4º
Minsk 2013 - Inseguimento individuale: 8º
Cali 2014 - Inseguimento a squadre: 5º
Cali 2014 - Inseguimento individuale: 9º
St-Quentin-en-Yv. 2015 - Inseguimento indiv.: 14º
Londra 2016 - Scratch: vincitore
Londra 2016 - Americana: 3º
Hong Kong 2017 - Inseguimento a squadre: 13º
Hong Kong 2017 - Scratch: 11º
Hong Kong 2017 - Americana: 7º
Apeldoorn 2018 - Americana: 2º
Pruszków 2019 - Corsa a punti: 2º
Pruszków 2019 - Americana: 5º
Berlino 2020 - Scratch: 3º
Berlino 2020 - Corsa a punti: 2º
Berlino 2020 - Americana: 10º
Roubaix 2021 - Scratch: 11º
Roubaix 2021 - Corsa a punti: 4º
St-Quentin-en-Yvelines 2022 - Scratch: 6º
St-Quentin-en-Yvelines 2022 - Omnium: 14º
Glasgow 2023 - Americana: 8º
Glasgow 2023 - Omnium: 7º
Ballerup 2024 - Corsa a punti: vincitore
Ballerup 2024 - Scratch: 12º
Ballerup 2024 - Omnium: 7º
- Campionati del mondo su strada

Yorkshire 2019 - Staffetta mista: 10º
- Giochi olimpici

Londra 2012 - Inseguimento a squadre: 6º
Tokyo 2020 - Americana: 6º
Parigi 2024 - Americana: 8º

### Competizioni europee
- Campionati europei su pista

San Pietroburgo 2010 - Inseguimento individuale Under-23: 6°
San Pietroburgo 2010 - Scratch Under-23: vincitore
San Pietroburgo 2010 - Americana Under-23: vincitore
Apeldoorn 2011 - Corsa a punti: 4º
Apeldoorn 2013 - Corsa a punti: 5º
Apeldoorn 2013 - Americana: 9º
Grenchen 2015 - Scratch: vincitore
Grenchen 2015 - Americana: vincitore
St. Quentin-en-Yvelines 2016 - Americana: vincitore
Berlino 2017 - Americana: 5º
Glasgow 2018 - Scratch: 17º
Glasgow 2018 - Americana: 4º
Apeldoorn 2019 - Scratch: vincitore
Apeldoorn 2019 - Americana: 5º
Plovdiv 2020 - Scratch: 9º
Plovdiv 2020 - Corsa a punti: vincitore
Plovdiv 2020 - Americana: vincitore
Grenchen 2021 - Corsa a punti: 6º
Grenchen 2021 - Scratch: 19º
Grenchen 2021 - Omnium: 8º
Grenchen 2021 - Americana: 13º
Monaco di Baviera 2022 - Inseguimento a squadre: 9º
Monaco di Baviera 2022 - Americana: 5º
Monaco di Baviera 2022 - Omnium: 3º
Grenchen 2023 - Omnium: 5º
Grenchen 2023 - Americana: 6º
Apeldoorn 2024 - Scratch: 5º
Apeldoorn 2024 - Corsa a punti: 2º
Apeldoorn 2024 - Americana: 10º